# Procambarus ferrugineus
Procambarus ferrugineus är en sötvattenlevande kräfta som lever endemiskt i USA.